# Nghĩa Sơn, Nghĩa Đàn
Nghĩa Sơn là một xã thuộc huyện Nghĩa Đàn, tỉnh Nghệ An, Việt Nam.
Xã Nghĩa Sơn có diện tích 16,5 km², dân số năm 1999 là 3452 người, mật độ dân số đạt 209 người/km².